# Coryphopteris arthrotricha
Coryphopteris arthrotricha är en kärrbräkenväxtart som beskrevs av Holtt. Coryphopteris arthrotricha ingår i släktet Coryphopteris och familjen Thelypteridaceae. Inga underarter finns listade.